# Daniel Vădrariu
Petru Daniel Vădrariu (sinh ngày 25 tháng 7 năm 1990 ở Reșița) là một cầu thủ bóng đá người România thi đấu ở vị trí Tiền vệ chạy cánh cho CSMȘ Reșița tại Liga III.